# Екваторијална Гвинеја на Светском првенству у атлетици на отвореном 2017.
Екваторијална Гвинеја је учествовала на 16. Светском првенству у атлетици на отвореном 2017. одржаном у Лондону од 4. до 13. августа четрнаести пут. Репрезентацију Екваторијалне Гвинеје представљао је 1 такмичар који се такмичио у трци на 1.500 метара.,
На овом првенству такмичар Екваторијалне Гвинеје није освојио ниједну медаљу нити је остварио неки резултат.

## Учесници
Мушкарци:
- Бењамин Ензема — 1.500 м

## Резултати

### Мушкарци
| Атлетичар      | Дисциплина | Лични рекорд | Квалификације | Квалификације | Полуфинале           | Полуфинале           | Финале               | Финале       | Детаљи |
| Атлетичар      | Дисциплина | Лични рекорд | Резултат      | Место         | Резултат             | Место                | Резултат             | Место        | Детаљи |
| -------------- | ---------- | ------------ | ------------- | ------------- | -------------------- | -------------------- | -------------------- | ------------ | ------ |
| Бењамин Ензема | 1.500 м    | 3:47,91      | 3:48,39       | 11. у гр. 2   | Није се квалификовао | Није се квалификовао | Није се квалификовао | 38 / 41 (45) |        |